# Osiguranje automobila
Osiguranje automobila je vrsta neživotnog osiguranja kojom se osiguravaju automobili i cestova prijevozna sredstva. Glavna uloga ovog osiguranja je pružanje financijske zaštite od materijalne štete ili tjelesnih ozljeda koje mogu nastati kao posljedica prometnih nesreća.
U brojnim državama je obvezno prilikom registracije vozila ugovoriti policu osiguranja od automobilske odgovornosti. Na taj način se vlasnik (ili suvlasnici) vozila štiti od posljedica štetnih događaja koji mogu nastati korištenjem osiguranog vozila.
Osiguravajuća društva također mogu nuditi i osiguranje automobila od brojnih drugih rizika.
Uz police osiguranja automobila se mogu ugovariti i pokrića za slučajeve smrti, trajnog invaliditeta ili ozljede vozača ili putnika u vozilu.
Trošak prijevoza ili terenskog popravka vozila u slučaju kvara ili prometne nesreće također može biti ugovoren temeljem police osiguranja automobila.
Auto kasko police pokrivaju materijalnu štetu na vozilu koja je nastala kao posljedica osiguranog slučaja bez obzira čijom krivicom. Auto kasko polica može primjerice pokrivati štetu koja je nastala sudarom za koji je odgovoran sam vlasnik vozila ili štetu koja je nastala kao posljedica prirodnih nepogoda.